# Reimont
Reimont Luiz Otoni Santa Barbara, mais conhecido simplesmente com Reimont, (Conceição do Mato Dentro, 2 de setembro de 1961) é um professor, teólogo e político brasileiro filiado ao Partido dos Trabalhadores (PT).

## Biografia
Reimont nasceu no município de Conceição do Mato Dentro, no interior do estado de Minas Gerais no ano de 1961. Foi seminarista e conseguiu uma licença da Ordem Franciscana para trabalhar no Banco do Estado de Minas Gerais (BEMGE), e posteriormente iniciou-se na vida sindical, quando entrou para o Sindicato dos Bancários de Belo Horizonte.
Mudou-se para o Rio de Janeiro no ano de 1989 para estudar Teologia na Pontifícia Universidade Católica do Rio de Janeiro (PUC-Rio). Foi nomeado sacerdote da Paróquia de São Sebastião, no bairro da Tijuca, vindo a abrir mão do celibato para poder constituir família.

## Vida política
Entrou em contato com a vida política no movimento estudantil da PUC-Rio na década de 1980. Porém, veio entrar na vida partidária no ano de 2002, quando filiou-se ao Partido dos Trabalhadores (PT). Entre suas principais bandeiras estão a educação, cultura e comércio.
No ano de 2006, concorreu ao cargo de deputado estadual do Rio de Janeiro pelo PT. Em seu primeiro pleito conseguiu 10.115 votos, alcançando a suplência. Seu segundo pleito foi em 2008, quando disputou o cargo de vereador na eleição municipal do Rio de Janeiro daquele ano. Foi eleito com 10.723 votos.
Em 2012, foi reeleito para o cargo de vereador com 18.014 votos. No ano de 2016, conquistou seu terceiro mandato como vereador após conquistar 19.626 votos. No ano de 2018, candidatou-se ao cargo de Deputado federal pelo Rio de Janeiro, na coligação Frente Popular, que incluía o PT e o Partido Comunista do Brasil (PCdoB). Conquistou 24.509, não sendo eleito e conquistando a suplência do partido.
Foi eleito para o quarto mandato como vereador da capital fluminense no ano de 2020, após conquistar 16.082 votos. No ano de 2022, pela Federação Brasil da Esperança, federação que inclui o PT, PCdoB e o Partido Verde (PV), Reimont foi eleito Deputado federal pelo estado do Rio de Janeiro com 39.325 votos.

### Desempenho eleitoral
| Ano  | Cargo                                | Votos  | Resultado | Ref.   |
| ---- | ------------------------------------ | ------ | --------- | ------ |
| 2006 | Deputado estadual do Rio de Janeiro  | 10.115 | Suplente  | [ 8 ]  |
| 2008 | Vereador do Rio de Janeiro           | 10.723 | Eleito    | [ 10 ] |
| 2012 | Vereador do Rio de Janeiro           | 18.014 | Eleito    | [ 17 ] |
| 2016 | Vereador do Rio de Janeiro           | 19.626 | Eleito    | [ 18 ] |
| 2018 | Deputado federal pelo Rio de Janeiro | 24.509 | Suplente  | [ 19 ] |
| 2020 | Vereador do Rio de Janeiro           | 16.082 | Eleito    | [ 20 ] |
| 2022 | Deputado federal pelo Rio de Janeiro | 39.325 | Eleito    | [ 21 ] |